# ジェットコースター (お笑いコンビ)
ジェットコースターは、田中利幸と上阪卓也からなる漫才コンビ。吉本興業所属。旧コンビ名、田中上坂（たなかこうさか）。baseよしもとに出演していた。2002年4月結成、2007年5月26日解散。NSC大阪校24期生。

## メンバー
- 田中 利幸（たなか としゆき、1982年5月10日 - ）ボケ担当。立ち位置は向かって左。

京都府京都市出身。血液型はO型。
犬が嫌いである。
衣装は緑色のつなぎ。
現在は元つばめがえしの本谷とステーキハウスを結成。
相方の方が声が高いが田中も高い方である。現在は低い。
- 上阪 卓也（こうさか たくや、1982年10月23日 - ）ツッコミ担当。立ち位置は向かって右。

大阪府大阪狭山市出身。血液型はO型。
高校時代はボクシング部に所属していた。
解散後は芸人を廃業、サラリーマンとして働いている。既婚。

## 概要
- コンビ名を『たなか・こうさか』→『田中・上阪』→『田中上阪』→『ジェットコースター』と改名した。
- 『ジェットコースター』の名付け親はマラドーナ（現スーパーマラドーナ）の武智である。
- 2006年ABCお笑い新人グランプリでステージに飾られた冠が、上坂の高音ボイスに共鳴して床に落ちた。
- ABCお笑い新人グランプリで原田伸郎に「一回みたら、もうえぇなぁ」と言われた。
- 二人ともMCが出来ない。
- 出囃子はピンクレディーの「渚のシンドバッド」。
- 2007年5月26日のガンガンライブをもって解散。

## 芸風
- 田中がやる気のない声で「あんな〜、僕な〜、××に〜、なりたいな〜って、思てんねん〜」と言って漫才やコントに入る。××は美容師や回転寿司屋など。
- 田中のボケに、上阪がハイテンションな高い声で突っ込むのが特徴。

## 受賞歴
2002年 第23回今宮子供えびすマンザイ新人コンクール 福笑い大賞

## 出演番組
- 爆笑オンエアバトル（NHK） 戦績0勝2敗 最高269KB

## 単独ライブ
- 2005年10月3日 - 田中上阪ソロライブ「あわてんぼう将軍」 (baseよしもと/大阪)　※初単独
- 2006年8月12日 - 田中上阪1Hライブ「いろはにポテト」 (baseよしもと/大阪)
- 2007年1月22日 - 田中上阪1Hソロライブ「モモ栗3年柿8年田中上阪まる5年」 (baseよしもと/大阪)